# Şatıroba, Doğanşehir
Şatıroba là một xã thuộc huyện Doğanşehir, tỉnh Malatya, Thổ Nhĩ Kỳ. Dân số thời điểm năm 2011 là 128 người.